# Šarbov
Šarbov (ungarisch Sarbó) ist eine Gemeinde im Bezirk Svidník in der Slowakei. Šarbov liegt auf einer Höhe von 446 Metern über dem Meeresspiegel im Prešovský kraj der Ostslowakei.

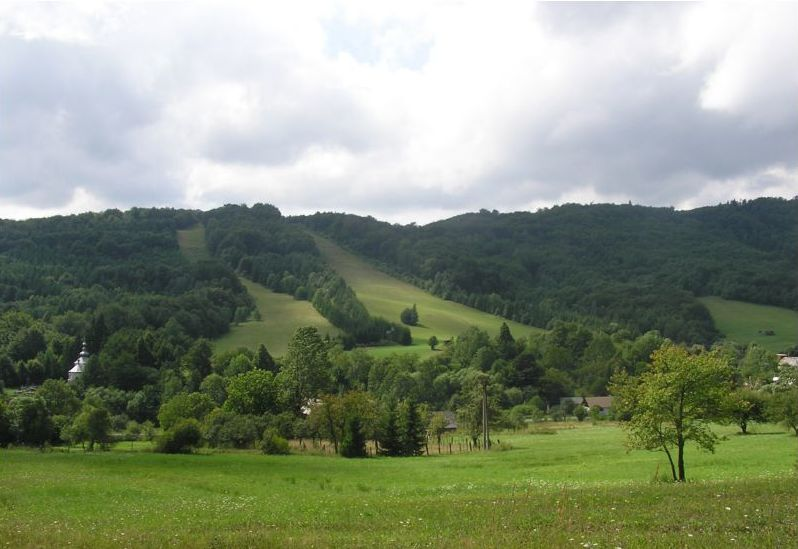
Šarbov

Das Dorf lebt von der Forst- und Landwirtschaft, hier besonders von der Viehzucht. Die Region um Šarbov ist slowakisch-polnisches Grenzgebiet und überwiegend dicht bewaldet. Die Grenze ist zwar auf kürzester Strecke nur einen Kilometer östlich von Šarbov, der nächste offizielle Grenzübergang ist jedoch in östlicher Richtung etwa 17,5 Kilometer Autofahrt entfernt. Die früheste schriftliche Erwähnung von Šarbov, damals als Sarbowa, stammt aus dem Jahr 1618.

## Bevölkerung
| Jahr                | 1994 | 2004     | 2014 | 2024     |
| ------------------- | ---- | -------- | ---- | -------- |
| Anzahl der Personen | 18   | 11       | 11   | 19       |
| Unterschied         |      | −38,88 % | +0 % | +72,72 % |

| Jahr                | 2023 | 2024 |
| ------------------- | ---- | ---- |
| Anzahl der Personen | 19   | 19   |
| Unterschied         |      | +0 % |